# Roze Actiefront
Het Roze Aktiefront (afgekort "RAF") was een linkse holebi-vereniging in Vlaanderen die actie voerde voor gelijke rechten voor holebi's.
Het RAF werd opgericht in 1981 een paar weken na het ontbinden van de Rooie Vlinder, socialistische actiegroep ter bevrijding van homoseksualiteit.  

## Acties
Tijdens de jaren 80 voerde de organisatie onder andere actie voor de afschaffing van het strafwetartikel 372bis, tegen de sluiting van homo-sauna's en tegen homofobie in het buitenland (o.a. Groot-Brittannië, Zuid-Afrika en Spanië). Daarnaast verspreidden ze als een van de eerste Belgische organisaties een folder over veilig vrijen en over het aids-beleid van de toenmalige regering. In 1989 richtten ze samen met de FWH het samenwerkingsverband Roze '90 op met als doel de organisatie van een eerste Belgische Roze Zaterdag in 1990.
Tijdens de jaren 90 was het RAF onder andere actief in de beweging tegen de Eerste Golfoorlog (met als slogan te mooi om aan flarden te schieten - geen oorlog om olie) en tegen racisme. Ze ondersteunden actief de petitiecampagne Objectief 479917 waarmee meer dan een miljoen mensen het automatisch toekennen van de Belgische Nationaliteit na vijf jaar wettelijk verblijf eisten. Het RAF kwam ook op voor de rechten van illegale partners van Belgische holebi's en voerde actie voor een anti-discriminatiewet.

## Tijdschriften
Het RAF gaf twee tijdschriften uit:
De Janet van Antwerpen (later kortweg 'De Janet') was bestemd voor het grote publiek. Het was een magazine waarin uitgebreid werd ingegaan op verschillende thema's die leefden in de toenmalige homobeweging. De redactie van De Janet voerde na een aantal jaar een steeds onafhankelijker koers en nam soms  anti-RAF standpunten in. De Janet ging later, samen met andere tijdschriften, op in ZIZO.
Via de RAF-nieuwsbrief werden de leden en sympathisanten van de organisatie op de hoogte gehouden van de praktische kant van het actievoeren. Vanaf de jaren 90 werd in deze maandelijkse nieuwsbrief ook meer en meer plaats gemaakt voor theoretische artikels, columns en werd er een maandelijks editoriaal in opgenomen.

## Feesten
De maandelijkse RAF-feesten waren tijdens de jaren 90 een trekpleister voor veel holebi's. Heel wat mensen kennen de organisatie dan ook vooral daarvan. 

## Ontbinding en daarna
In maart 2001 werd het RAF feestelijk ontbonden tijdens een afscheidsfeest in Zaal Jacob in Antwerpen. De organisatie was er niet in geslaagd om voldoende jongeren aan te trekken om de werking na twintig jaar draaiende te houden. Interne spanningen en organisatorische problemen zorgden ervoor dat de werking steeds moeilijker werd.
Het RAF beschikte over een uitgebreid archief met documenten over hun werking en homoseksualiteit in het algemeen.  Bij een brand in het appartement van Yvan Brys, medewerker van het eerste uur en drijvende kracht achter het RAF, is een groot deel hiervan verloren gegaan.  Het overgebleven deel van het archief werd overgedragen aan het Fonds Suzan Daniel.
Een aantal militanten van het RAF speelden een rol bij de oprichting van Mikpunt in de aanloop van de gemeenteraadsverkiezingen van 2006 . Deze organisatie tracht holebi's te informeren over de homofobe kant van extreemrechts, vooral van het Vlaams Belang.